# مؤسسة المعمل للفن المعاصر
مؤسسة المعمل للفن المعاصر هي مؤسسة فنية غير ربحية تأسست في 1998 ومقرها البلدة القديمة في القدس. تتضمن برامجها معارض فنية معاصرة، وموسيقى حية، وبرنامج إقامة للفنانين، وورش عمل.

## تاريخه
تقع المؤسسة في معمل قسيسية للبلاط سابقاً وعنه أخذت اسم المعمل. أنشأت عائلة قسيسية معملاً للبلاط في البلدة القديمة في 1900. أنتج المعمل بلاط الأرضيات المزخرف الشائع في المنازل الفلسطينية. وفي نهاية المطاف، أصبح المعمل أحد مصانع البلاط الرئيسية في فلسطين. وظل نشطاً حتى منتصف السبعينيات، عندما سحبت بلدية القدس تراخيص جميع المصانع العاملة داخل البلدة القديمة.
أسس الفنان والقيّم الفني جاك بيرسكيان معرض أناديل في البلدة القديمة في 1992، كأول معرض مستقل في الأراضي الفلسطينية الواقعة تحت الاحتلال الإسرائيلي، مع التركيز على الفنانين الفلسطينيين المعاصرين. قررت مجموعة من الفنانين والناشطين بحلول منتصف التسعينيات إنشاء مؤسسة للفن المعاصر في القدس. بدأ التخطيط في معرض أناديل، حيث اقترح عيسى قسيسية ترميم مبنى معمل البلاط وتحويله إلى مقر للمؤسسة الفنية الجديدة. تأسست مؤسسة المعمل رسمياً في 1998، بعد التوصل إلى اتفاق مع عائلة قسيسة. وانتقلت المؤسسة إلى معمل البلاط السابق في 2013.

## المعارض
وُصف المعمل بأنه «نواة النهضة الفنية الفلسطينية الأخيرة في القدس الشرقية».
يستضيف المعمل معارض لفنانين فلسطينيين وعالميين، بما في ذلك طارق الغصين، جوني أندونيا، أليس كريشر، نيكولا صايغ، سوزان حجاب، نور أبو عرفة، بنجي بويادجيان، محمد صالح خليل، إيناس حلبي، فاضل شيخ. وبياتريس كاتانزارو، وبرونو فريت، وبول ديفينز، وتانيا حبجوقة، وإميلي جاسر، وغيرهم.

## البرامج
يستضيف المعمل برنامج إقامة للفنانين. بالنسبة لبرنامج الفنان المقيم، يقيم فنانون محليون وعالميون في القدس الشرقية ويعملون على تطوير وإنتاج وتقديم أعمال جديدة، بينما يشاركون في التبادل الثقافي مع المدينة.
يقدم المعمل مرتين سنوياً «معرض القدس»، وهو حدث من معارض وعروض وورش عمل ومحادثات وعروض أفلام وجولات إرشادية في البلدة القديمة. وهو جزء من معرض قلنديا الدولي، وهو احتفال بالفن والثقافة الفلسطينية يُنظم كل سنتين بالشراكة مع مؤسسات فلسطينية أخرى.